# يايتشي (هير أردبيل)
یایتشي (بالفارسية: یایچی) هي قرية تقع في إيران في أردبيل. يقدر عدد سكانها بـ 150 نسمة بحسب إحصاء 2016.